# Kapellet (restaurang)

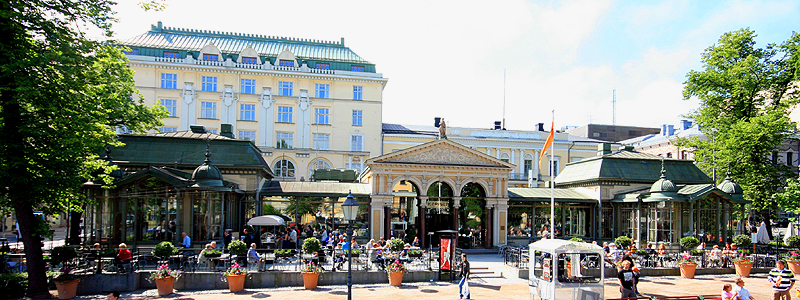
Restaurang Kapellet

Kapellet (finska: Kappeli) är en restaurang i Esplanadparken i Helsingfors, med adress Södra Esplanaden 1.
Restaurang Kapellet öppnade den 4 juni 1867. Restaurangen drivs idag av HOK-Elanto (Helsingin Osuuskauppa Elanto), medan Helsingfors stad äger själva restaurangbyggnaden. Flera författare, poeter och konstnärer har haft Kapellet som sitt stamställe, framför allt kring sekelskiftet 1800/1900. Bland kända stamkunder kan nämnas författaren Juhani Aho, poeten Eino Leino, kompositörerna Jean Sibelius och Oskar Merikanto samt konstnären Akseli Gallen-Kallela.

## Historik
I början av 1800-talet fanns en mjölkkiosk på platsen, där sockerbagaren Johan Daniel Jerngren 1840 byggde en kiosk för att sälja lemonad och bakelser. Kiosken var i dåligt skick när den revs och ersattes 1867 av en restaurangbyggnad, ritad av arkitekten Hampus Dalström. 
Namnet Kapellet, som gått vidare från rörelse till rörelse, förmodas ha uppkommit genom att Jernströms kiosk hade en kapelliknande utformning.
Åren 1883-1904 arrenderades Kapellet av en restauratör av litauisk härkomst, Josef Wolontis. Denna period betraktas som Kapellets blomstringstid. Restaurangen skaffade utrustning för kylning av öl och kunde därmed också på sommaren alltid servera kall öl. År 1887 byggdes en musselskalsformad estrad framför restaurangen. Under mer än tjugo års tid uppträdde här en blåsorkester, ofta under ledning av kapellmästaren Alexei Apostol. 
År 1891 ersattes restaurangens provisoriska träpaviljonger, byggda år 1867 och 1881, med paviljonger konstruerade av glas och stål, ritade av arkitekten Bruno Granholm. Samtidigt flyttades såväl kök som lagerutrymmen till en källare, där de fanns fram till år 1931.
Kapellet omvandlades 1916 till en sommarrestaurang. Den då verksamma restauratören Lundbom lät renovera både estraden och köket, trots restaurangens begränsade säsong. Restaurangen fick därefter ett gott rykte för kvaliteten på sin mat. Restaurangbyggnaden for dock illa av fukt och kyla, eftersom restaurangen hölls stängd vintertid. Restaurangverksamheten påverkades också av förbudslagen 1919-1932.
1939 förlängdes byggnaden och samtidigt byggdes restaurangens nuvarande musikpaviljong, ritad av arkitekten Valter Jung. Samma år vann skulptören Viktor Jansson en tävling för att ta fram skulpturer till restaurangens fontän.
1976 tog HOK-Elanto över restaurangen, som fick genomgå en omfattande renovering, varefter den efter sextio år som sommarrestaurang återupptog åretruntverksamhet. Restaurangen moderniserades, samtidigt som dess kulturhistoriskt intressanta värden bevarades. Arkitekt var Jutta Johansson. Kapellet renoverades senast 2011.

## Konsten i Kapellet
Konsten i Kapellet omfattar bland annat flera fresker. Några av dessa finns i utrymmen som inte längre är tillgängliga för restaurangens gäster. Jägmästaren och författaren Onni Wetterhoff var restauratör under perioden 1877-1879, och skötte också Esplanadparken med dess blomsterprakt. Han hade som tradition att vintertid bjuda sina konstnärsvänner på söndagsfrukost. Som tack bidrog vännerna till restaurangens utsmyckning med väggmålningar. I köket finns en gatuvy från Rouen av Oscar Kleineh. I köket finns också Albert Edelfelts porträtt av ölets uppfinnare Gambrinus. En panoramabild över Helsingfors i källaren anses ha målats av dekormålaren Henrik Erland Salonen. Den återfanns under fem tapetlager i samband med Kapellets renovering på 1970-talet. Andra exempel på konsten i Kapellet är:
- Wäinö Aaltonen: Musa, 1920-talet, bronsstaty i Kapellets kafé
- Oscar Kleineh: Segelfartyg på nattligt hav, 1870-talet, målning i kaféets entré
- Birger Kaipiainen: Dansande par, 1948, mosaik i kaféet
- Severin Falkman: Amoriner, 1870-talet, fresker i kaféets entré
- Gunnar Berndtson: Siluett av en folkmassa, 1870-talet, målning i baren
- Hjalmar Munsterhjelm; Havslandskap, 1870-talet, målning i baren